# Wilhelm Bertling & Co., Anhaltische Motoren- und Automobilgesellschaft
Die Firma Ing. Wilhelm Bertling & Co., Anhaltische Motoren- und Automobilgesellschaft mbH war ein deutscher Automobilhersteller. Firmensitz war Dessau.

## Beschreibung
Das Unternehmen stellte von 1924 bis 1926 Pkw her. Die Automobile wurden unter dem Namen Roland vertrieben mit der Folge, dass in einigen Sammelwerken heute das Unternehmen unter der Bezeichnung „Roland“ gelistet ist. Es ist unklar, ob das Unternehmen bereits vor 1924 oder nach 1926 noch existierte.
Das einzige Modell war ein Kleinwagen, der je nach Quelle 4/14 PS oder 4/24 PS hieß. Dem Antrieb diente ein Motor mit 1000 cm³ Hubraum und 14 PS (10,3 kW) Leistung. Der Wagen war mit zwei Sitzplätzen ausgestattet.